# 曹仁師
曹仁师（?—?），唐朝、武周官员，官至左鹰扬卫将军。
长寿三年（694年）三月初一，武则天任命凤阁舍人苏味道为凤阁侍郎、同平章事，李昭德为检校内史；又任命薛怀义为朔方道行军大总管，以李昭德为长史，苏味道为司马，率领契苾明、曹仁师、沙吒忠义等十八将军以讨伐后突厥可汗默啜，还没有出发，因突厥人退走而停止出兵。萬歲通天元年（696年）五月十二日，营州契丹松漠都督李尽忠、归诚州刺史孙万荣起兵反武周，攻陷营州。五月二十五日，武则天派遣左鹰扬卫将军曹仁师、右金吾卫大将军张玄遇、左威卫大将军李多祚、司农少卿麻仁节等二十八将讨伐。周军到达黄麞谷，契丹人派老弱兵民前来投降，故意在道边丢弃老牛瘦马。曹仁师等便留下步兵，领骑兵前进。八月二十八日，与契丹黄麞谷之战，周军大败。契丹人设下埋伏从侧面攻击，李楷固用飞索将张玄遇与麻仁节绊倒，将他们生擒。